# چکنده‌سنگ

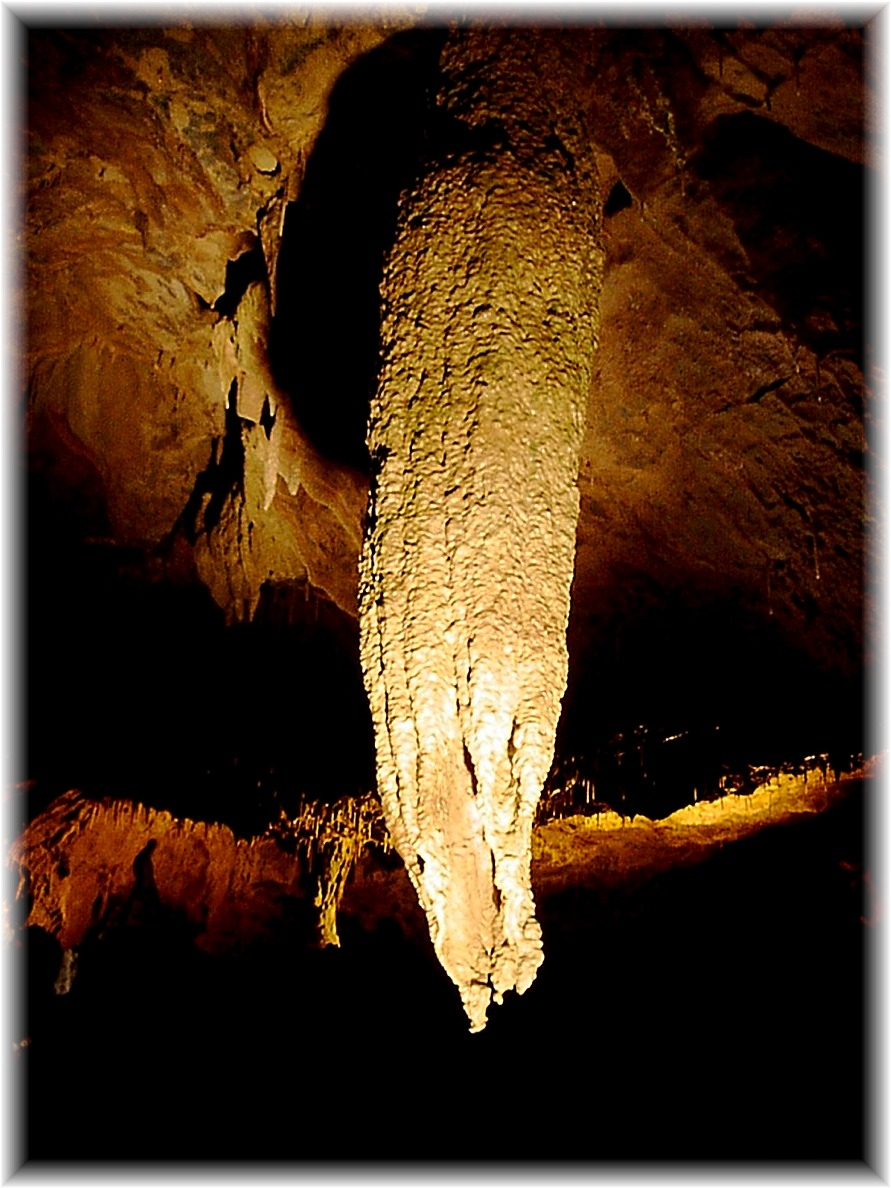
چکنده‌سنگی در غار کرگ (Crag) در ایرلند.

چکَنده‌سنگ، سقف‌چکه‌سنگ یا استالاکتیت (Stalactite) (نام‌های دیگر: دنگال، کلفهشنگ) ستونی از مواد معدنی است که به صورت قندیلی از سقف غار آویخته باشد.
در زیر چکنده ستونچه‌ای به‌وجود می‌آید که چکیده‌سنگ نامیده می‌شود. این دو به مرور زمان به هم می‌رسند و ستون واحدی را تشکیل می‌دهند.
چکنده‌سنگ کربنات کلسیم که از سقف غارهای آهکی می‌آویزد از متداول‌ترین انواع آن است.

## تشکیل استالاکتیت‌ها و انواع آن

### استالاکتیت‌های آهکی
استالاکتیت‌های آهکی رایج‌ترین نوع استالاکتیت‌ها هستند که در غارهای آهکی یافت می‌شوند. آن‌ها از رسوب کربنات کلسیم و سایر مواد معدنی تشکیل می‌شوند که از محلول‌های آب معدنی ته‌نشین شده‌اند. سنگ آهک توسط آبی که حاوی دی‌اکسید کربن است حل شده و محلول بی‌کربنات کلسیم را در غارها تشکیل می‌دهد. این محلول از طریق سنگ حرکت کرده و زمانی که به سقف غار می‌رسد، به پایین می‌چکد. با تماس محلول با هوا، واکنش شیمیایی معکوس شده و ذرات کربنات کلسیم رسوب می‌کنند.
- واکنش تشکیل:

CaCO
3(s) + H
2O(l) + CO
2(aq) → Ca(HCO
3)
2(aq)
- واکنش معکوس (رسوب):

Ca(HCO
3)
2(aq) → CaCO
3(s) + H
2O(l) + CO
2(aq)
سرعت رشد متوسط ۰٫۱۳ میلی‌متر در سال است، اما سریع‌ترین آن‌ها می‌توانند تا ۳ میلی‌متر در سال رشد کنند. رشد سریع نیازمند چکیدن آهسته و ثابت آب غنی از کربنات کلسیم و دی‌اکسید کربن است تا کربن دی‌اکسید فرصت خروج از محلول را داشته باشد. اگر قطره‌ها خیلی سریع باشند، کربنات کلسیم به کف غار می‌ریزد و استالاگمیت را تشکیل می‌دهد.
استالاکتیت‌های آهکی با یک قطره آب معدنی شروع می‌شوند که نازک‌ترین حلقه کلسیت را رسوب می‌دهد. این حلقه‌ها به تدریج یک لوله توخالی باریک (تقریباً ۴ تا ۵ میلی‌متر) به نام «نی نوشابه» را تشکیل می‌دهند. اگر این نی‌ها مسدود شوند، آب از بیرون آن‌ها جریان یافته و استالاکتیت‌های مخروطی شکل آشناتر را ایجاد می‌کند.

### ستون‌ها
قطره‌های آبی که از نوک استالاکتیت می‌افتند، کلسیت بیشتری را روی کف غار رسوب می‌دهند و در نهایت یک استالاگمیت گرد یا مخروطی شکل ایجاد می‌کنند. برخلاف استالاکتیت‌ها، استالاگمیت‌ها هرگز به شکل نی نوشابه توخالی شروع نمی‌شوند. با گذشت زمان کافی، این سازندها می‌توانند به هم رسیده و یک ستون، پیلار یا استالاگنات از کربنات کلسیم را تشکیل دهند.

### استالاکتیت‌های گدازه
این نوع استالاکتیت‌ها در تونل‌های گدازه تشکیل می‌شوند، زمانی که گدازه مذاب و سیال هنوز در داخل فعال است. مکانیزم تشکیل، رسوب مواد مذاب چکه کننده از سقف غار است. تشکیل آن‌ها بسیار سریع (ساعت‌ها، روزها یا هفته‌ها) انجام می‌شود، در حالی که استالاکتیت‌های آهکی ممکن است هزاران سال طول بکشند. تفاوت کلیدی این است که با توقف جریان گدازه، رشد استالاکتیت‌ها نیز متوقف می‌شود و اگر شکسته شوند، هرگز دوباره رشد نخواهند کرد. اصطلاح عمومی «لاواکیسل» برای استالاکتیت‌ها و استالاگمیت‌های گدازه به کار می‌رود.
- استالاکتیت‌های دندان کوسه‌ای: این‌ها پهن و مخروطی شکل هستند و از لایه‌های متوالی گدازه تشکیل می‌شوند که روی آن‌ها می‌نشیند. طول آن‌ها از چند میلی‌متر تا بیش از یک متر متغیر است.
- استالاکتیت‌های پاششی: با جریان گدازه در تونل، مواد به سقف پاشیده شده و به پایین می‌چکند و به استالاکتیت تبدیل می‌شوند. این‌ها شکلی نامنظم دارند.
- استالاکتیت‌های لوله‌ای گدازه: زمانی که سقف تونل گدازه در حال خنک شدن است، پوسته‌ای تشکیل می‌شود که مواد نیمه مذاب را در خود به دام می‌اندازد. انبساط گازهای محبوس شده، گدازه را از طریق دهانه‌های کوچک بیرون می‌راند و استالاکتیت‌های توخالی و لوله‌ای شکل (مشابه نی نوشابه) را ایجاد می‌کند. طول بلندترین آن‌ها نزدیک به ۲ متر است.

### استالاکتیت‌های یخی
این‌ها در بسیاری از غارها به صورت فصلی یا در طول سال یافت می‌شوند و معمولاً در سطح زمین به عنوان قندیل‌های یخی شناخته می‌شوند. نفوذ آب از سطح به غار و دمای زیر انجماد باعث تشکیل این استالاکتیت‌ها می‌شود. آن‌ها می‌توانند از بخار آب نیز تشکیل شوند. استالاکتیت‌های یخی بسیار سریع (ساعت‌ها یا روزها) تشکیل می‌شوند و برخلاف استالاکتیت‌های گدازه، تا زمانی که آب و دما مناسب باشد، می‌توانند دوباره رشد کنند. همچنین می‌توانند در زیر یخ دریا زمانی که آب شور وارد آب اقیانوس می‌شود، تشکیل شوند که به آن‌ها «برینیکل» می‌گویند.

### استالاکتیت‌های بتنی
استالاکتیت‌ها می‌توانند روی بتن و لوله‌کشی‌هایی که نشتی آهسته دارند و حاوی یون‌های کلسیم، منیزیم یا سایر یون‌ها در آب هستند، تشکیل شوند. این رسوبات ثانویه «کالتمیت» نامیده می‌شوند و با speleothems (سازندهای غار طبیعی) متفاوت هستند.
تشکیل آن‌ها روی بتن به دلیل واکنش شیمیایی متفاوتی است. اکسید کلسیم موجود در سیمان با آب واکنش داده و هیدروکسید کلسیم تشکیل می‌دهد:
CaO
(s) + H
2O
(l) → Ca(OH)
2
(aq)
آب باران از طریق ترک‌های بتن نفوذ کرده و هیدروکسید کلسیم آزاد را به لبه بتن می‌رساند. وقتی این محلول در تماس با هوا در زیر سازه بتنی قرار می‌گیرد، با دی‌اکسید کربن هوا واکنش داده و کربنات کلسیم را رسوب می‌دهد:
Ca(OH)
2
(aq) + CO
2
(g) → CaCO
3
(s) + H
2O
(l)
این رسوب ذرات کربنات کلسیم را پشت سر می‌گذارد و به تدریج استالاکتیت را تشکیل می‌دهد. نرخ رشد استالاکتیت‌های بتنی می‌تواند بسیار سریع باشد، تا ۲ میلی‌متر در روز در شرایط مناسب.

## نگارخانه

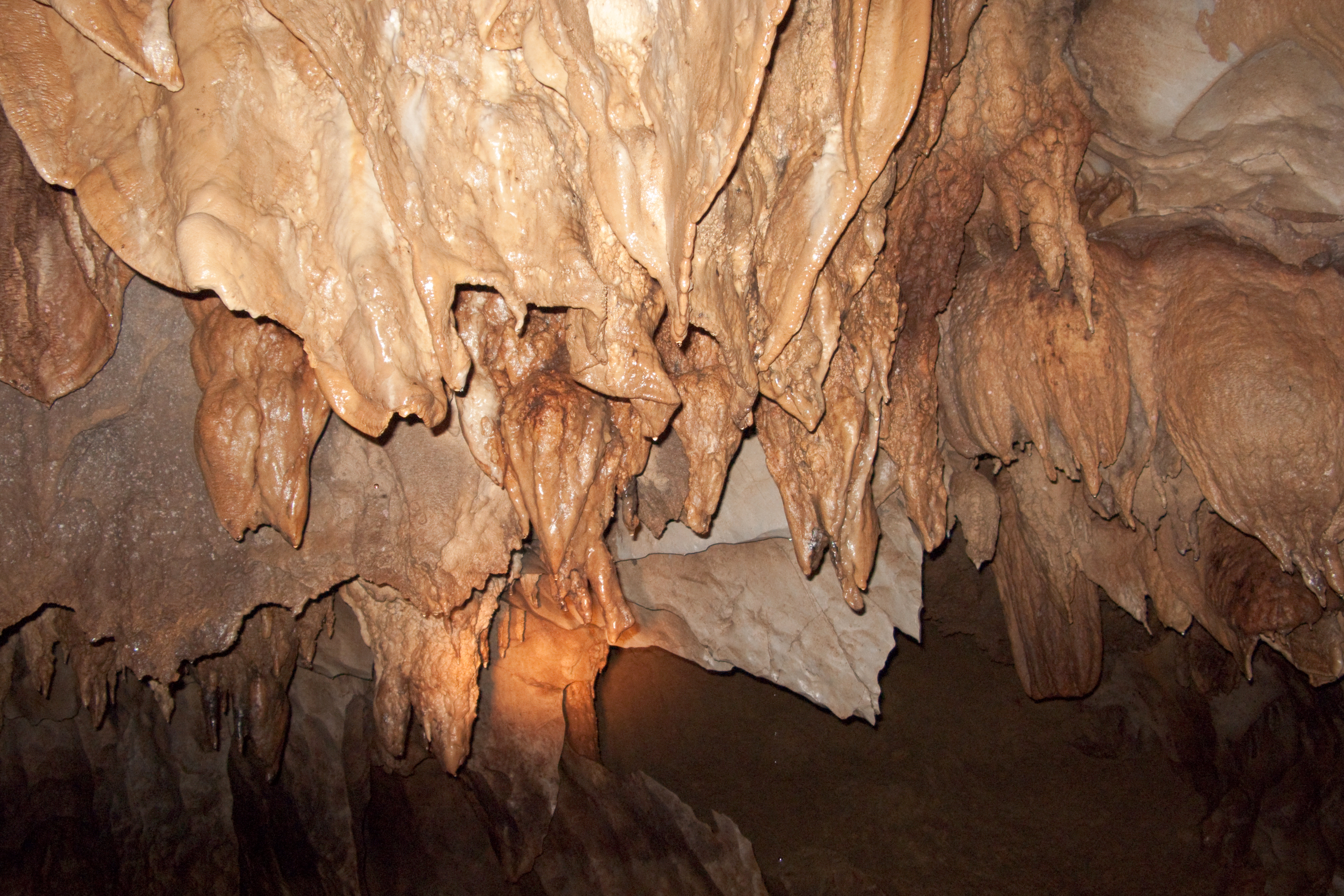
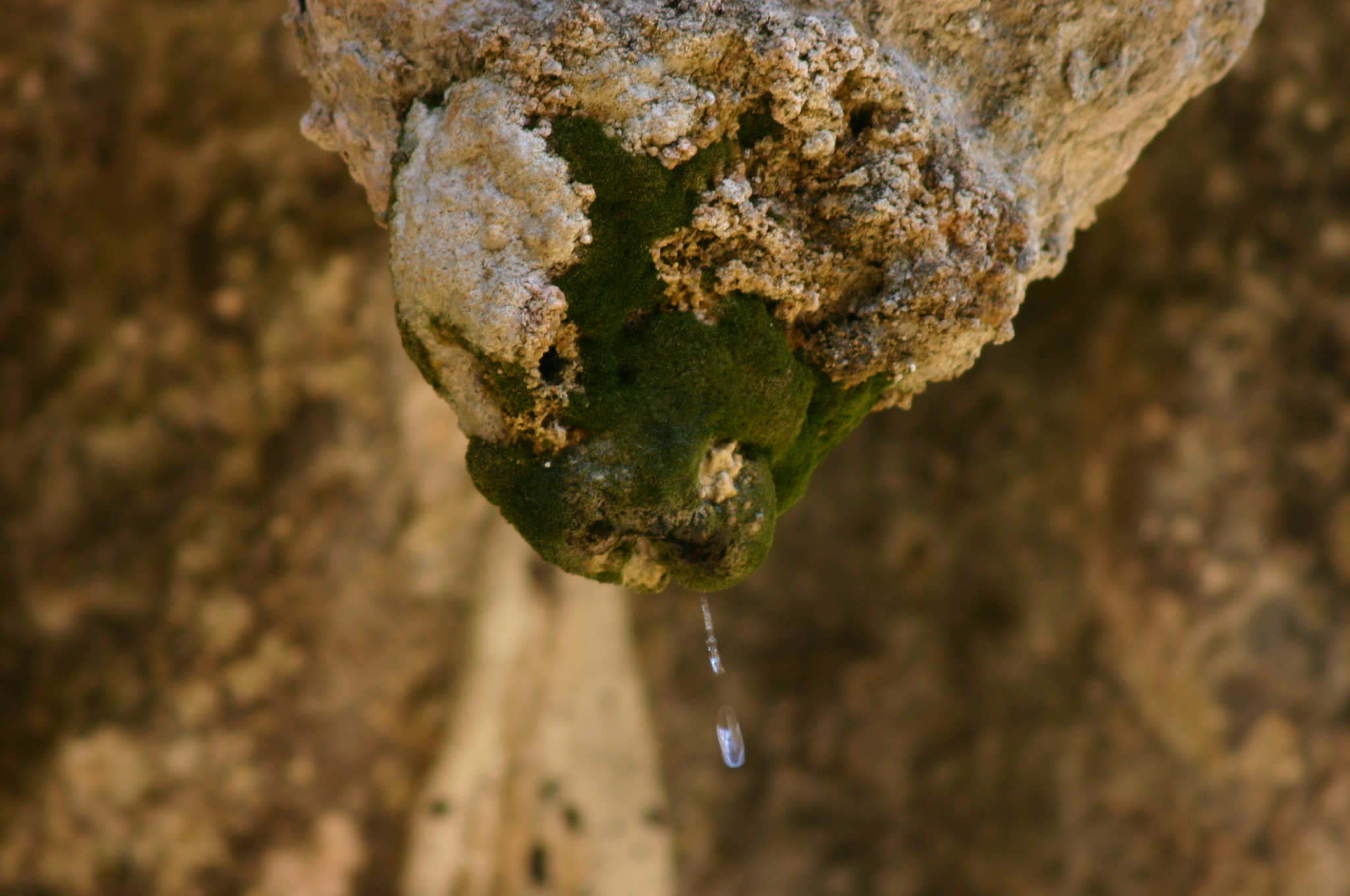
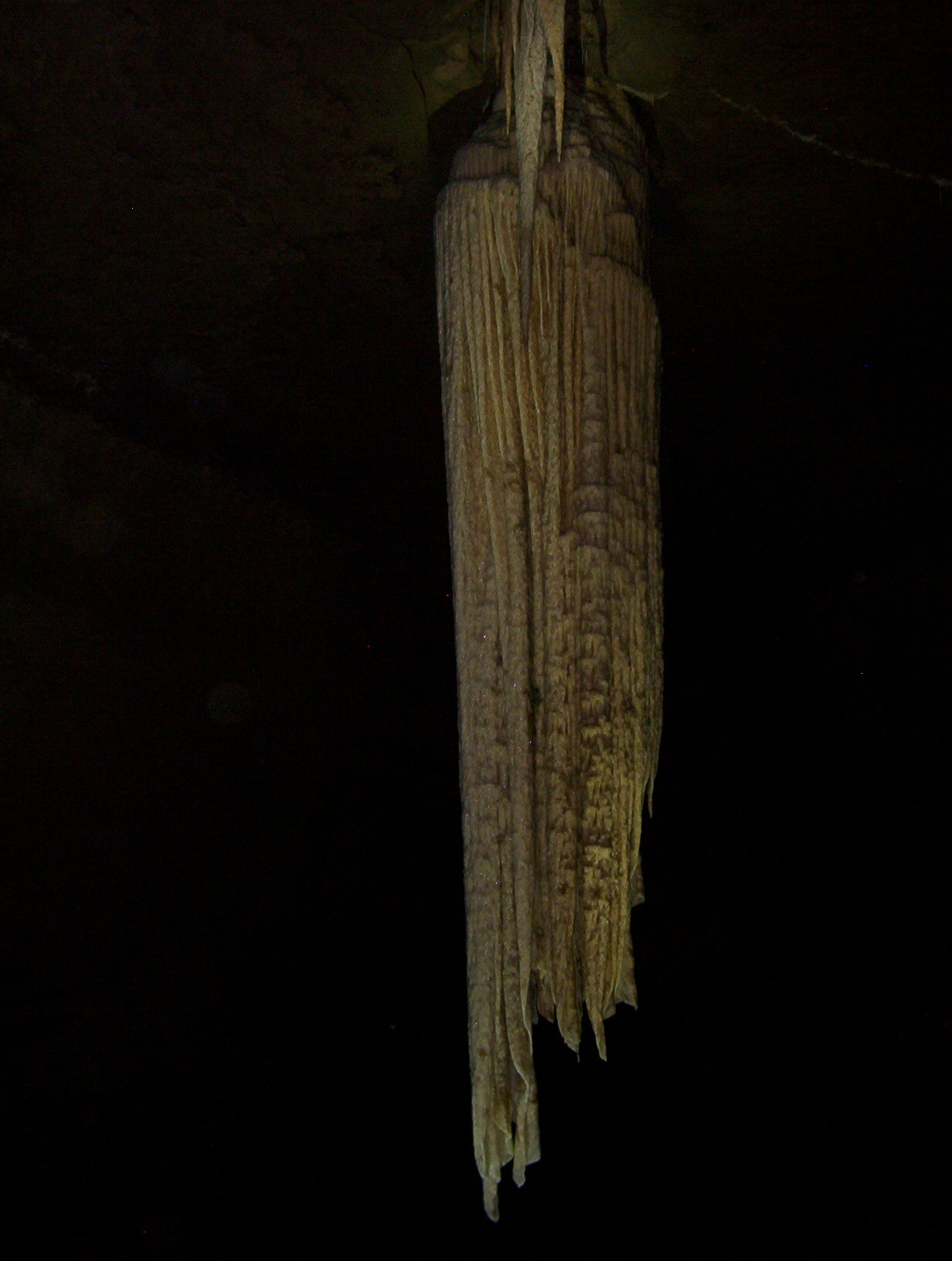
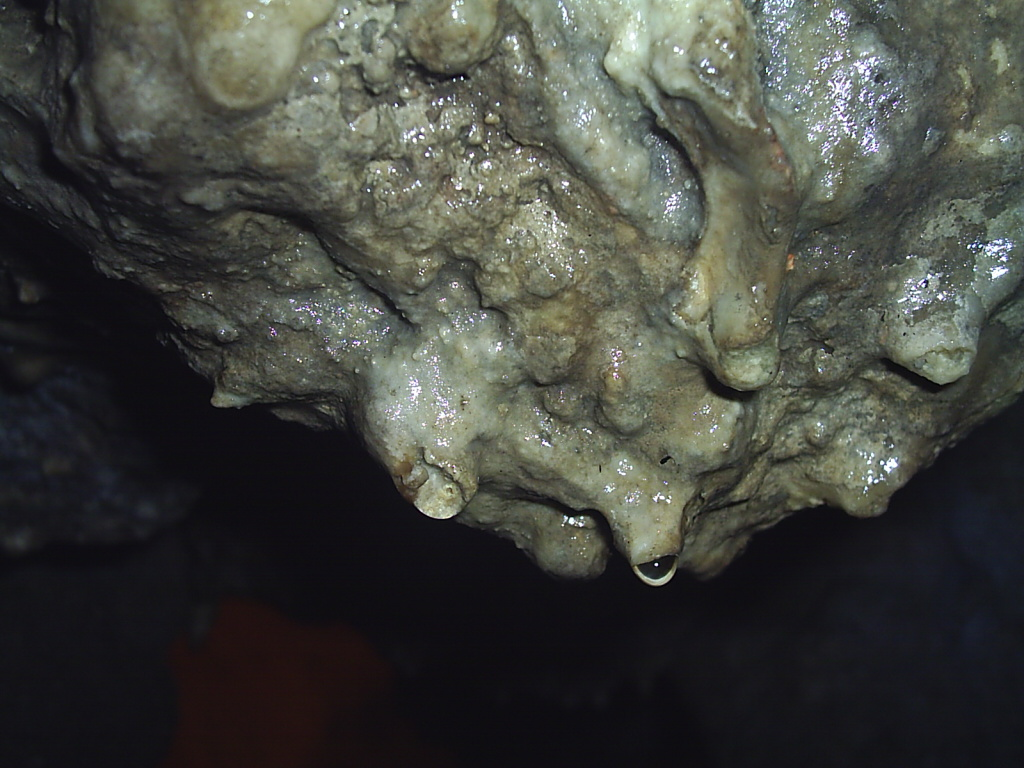
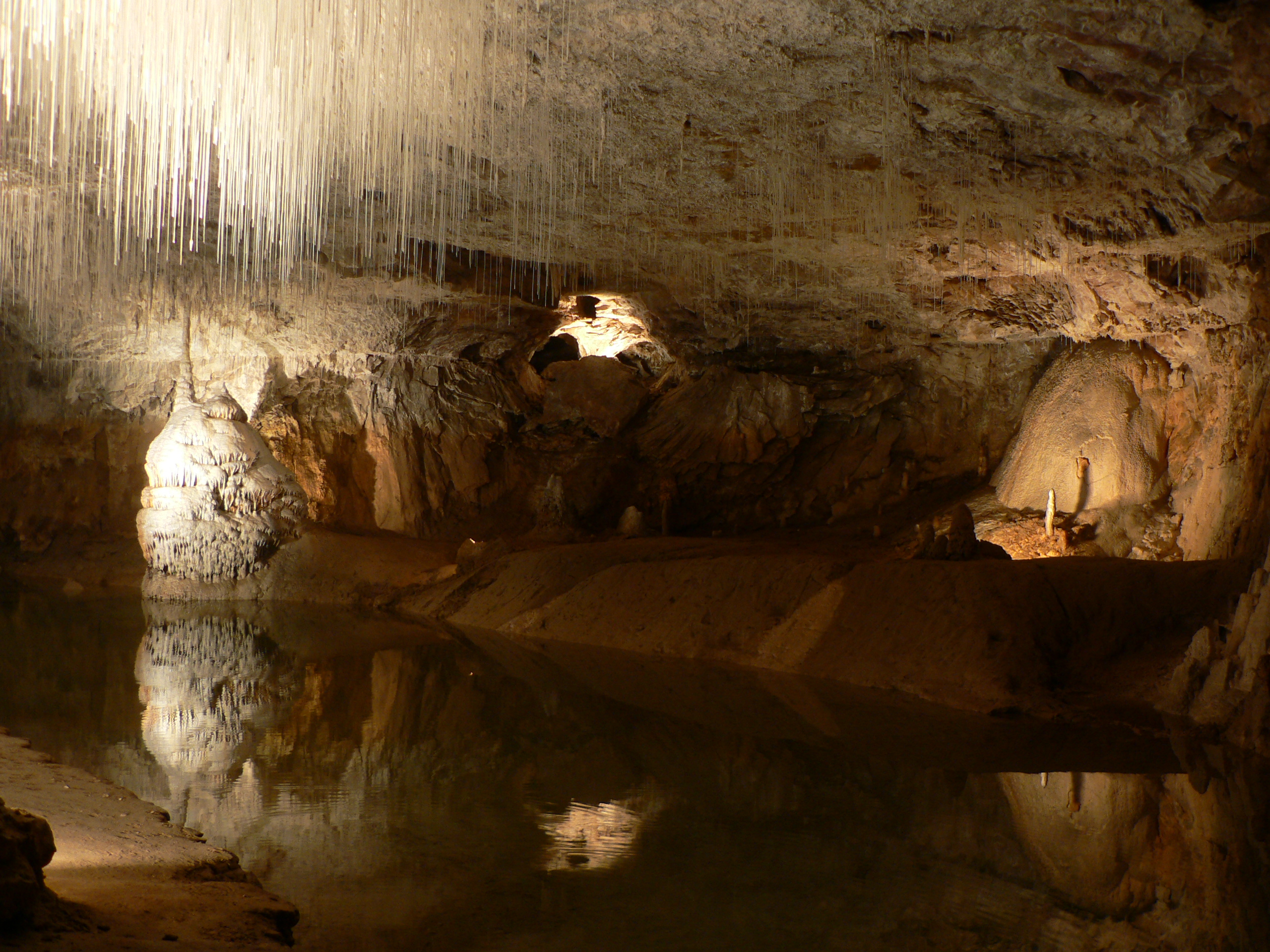
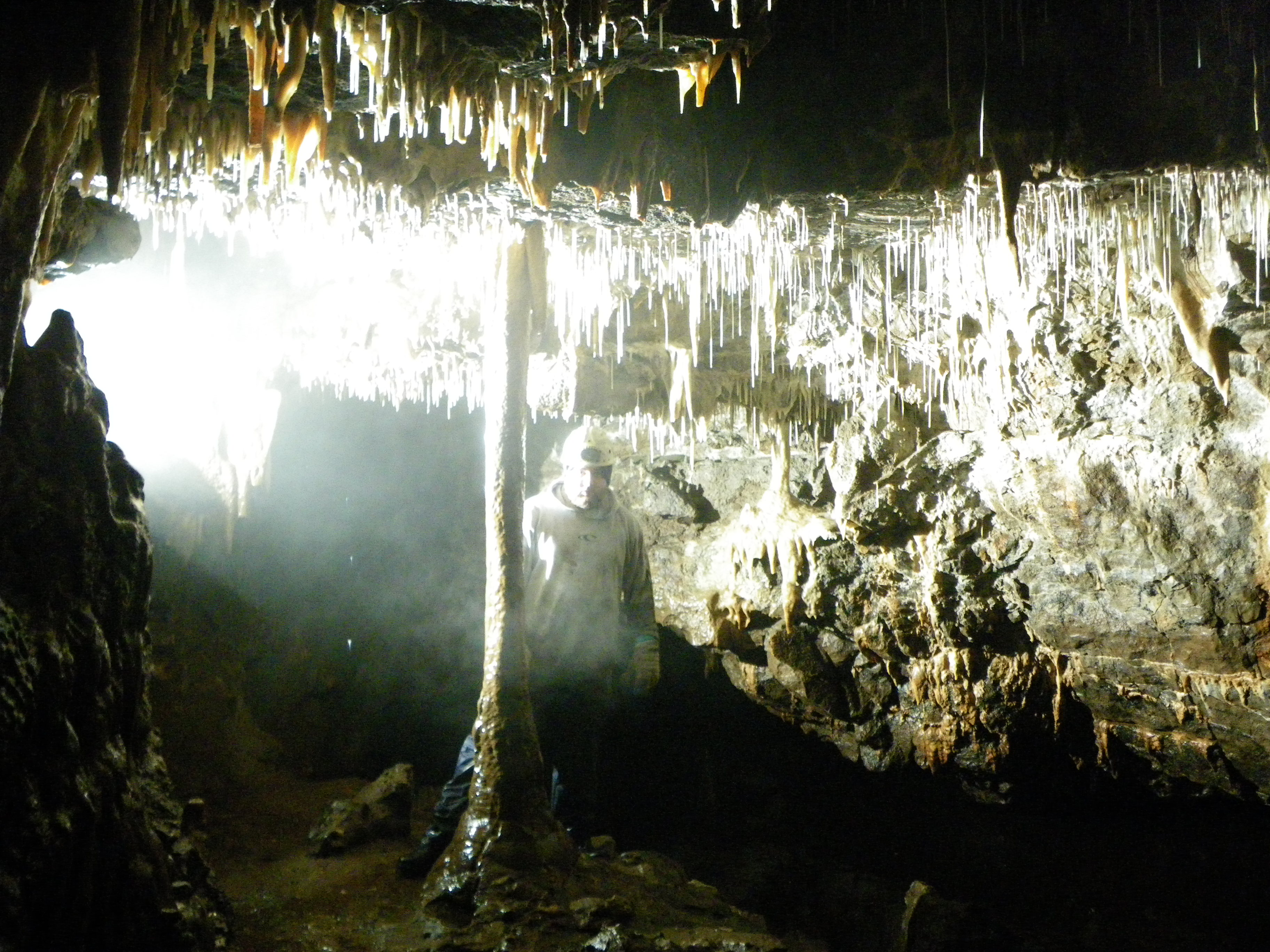